# Lafourguette
 (décembre 2021).
Lafourguette est un quartier de Toulouse, situé au sud de la ville. Le nom de La Fourguette, ou La Forguette (en occitan : La Forgueta) signifie « la petite forge ». Le nom de la Faurguetta existait en 1458 d’après l’historien toulousain A. Du Mege. Cela ne correspond donc pas car à cette époque il n’y avait pas de forge dans ce secteur, on devra attendre 1656 pour que le chapitre de Saint-Étienne crée une forge banale dans l’actuelle rue de Gironis. Étymologie: latin fàbrica : forge, fabre(m) : forgeron
Ce quartier, situé à l'origine à l'extérieur de la ville de Toulouse mais à proximité, sur des terres en bord de Garonne, sur la rive gauche, inondables avant la construction des digues, avait une vocation essentiellement maraîchère.
Un quartier voisin, plus proche du centre-ville, s'appelle la Faourette, autrement dit « la petite forgeronne ». C'était le nom d'une métairie et il n'y a apparemment pas de lien entre les deux.

## Histoire
Au cœur de grands domaines, Lafourguette semble au XVIIe siècle n’avoir été qu’une petite métairie dans la propriété de Thibaut. En 1623, c'est le nom d'une propriété achetée par le capitoul Jean Delpech. Lafourguette est alors située dans l’Ardenne Basse, un vaste territoire abritant plusieurs châteaux. Dans sa plus grande extension, le quartier — et la paroisse — de Lafourguette englobaient le domaine historique de Fontaine-Lestang (qui n'était pas à l'emplacement du quartier portant actuellement ce nom), Larrieu, Braqueville, Thibaud, La Pointe, Sainte-Cécile, Saint-Jean et Candie.
Avant la constitution d'un noyau « urbain » au XIXe siècle, Lafourguette est constituée de grandes fermes et, progressivement, de maraîchères (petites maisons basses des maraîchers, autrement appelées toulousaines). Les cultures maraîchères y sont moins intensives que dans les quartiers Nord de Toulouse, comme Lalande. Une des productions importantes est celle de la vigne, qui est toujours cultivée sur le domaine municipal de Candie : grâce auquel la ville de Toulouse a son propre domaine viticole dont la qualité s'améliore régulièrement.
En 1831, un conseil de Fabrique achète un ancien chai pour y pratiquer le culte. C'est avec la création de la paroisse, comme annexe de Saint-Simon, en 1848, que Lafourguette existe en tant que quartier. L’église est construite en 1853. À cette époque, une partie du terrain sur lequel est construit Le Mirail fait partie de la paroisse de Lafourguette.
En mars 1920, le quartier connaît des essais d'agriculture mécanique sur de la vigne plantée à 1,50 m.
L’activité industrielle apparaît au début du XXe siècle, avec l'installation de l’Office national industriel de l'Azote (ONIA), devenu AZF, et la Poudrerie nationale, devenue Société nationale des poudres et explosifs. L'afflux du personnel et de leurs familles fait surgir de nouvelles maisons bâties sans architecte : la deuxième génération des toulousaines. Suivent à partir du milieu du XXe siècle des lotissements (Papus), puis les grands ensembles d'immeubles propres à la périphérie des grandes villes. Les comités d'entreprise furent aussi à l'origine d'une activité sportive (stade de Gironis, le Tac et Toulouse-Athlétic-Club).
Durement touché par la catastrophe d'AZF, le quartier semble retrouver aujourd’hui un nouveau souffle, la construction du Cancéropôle.

## Sites et monuments

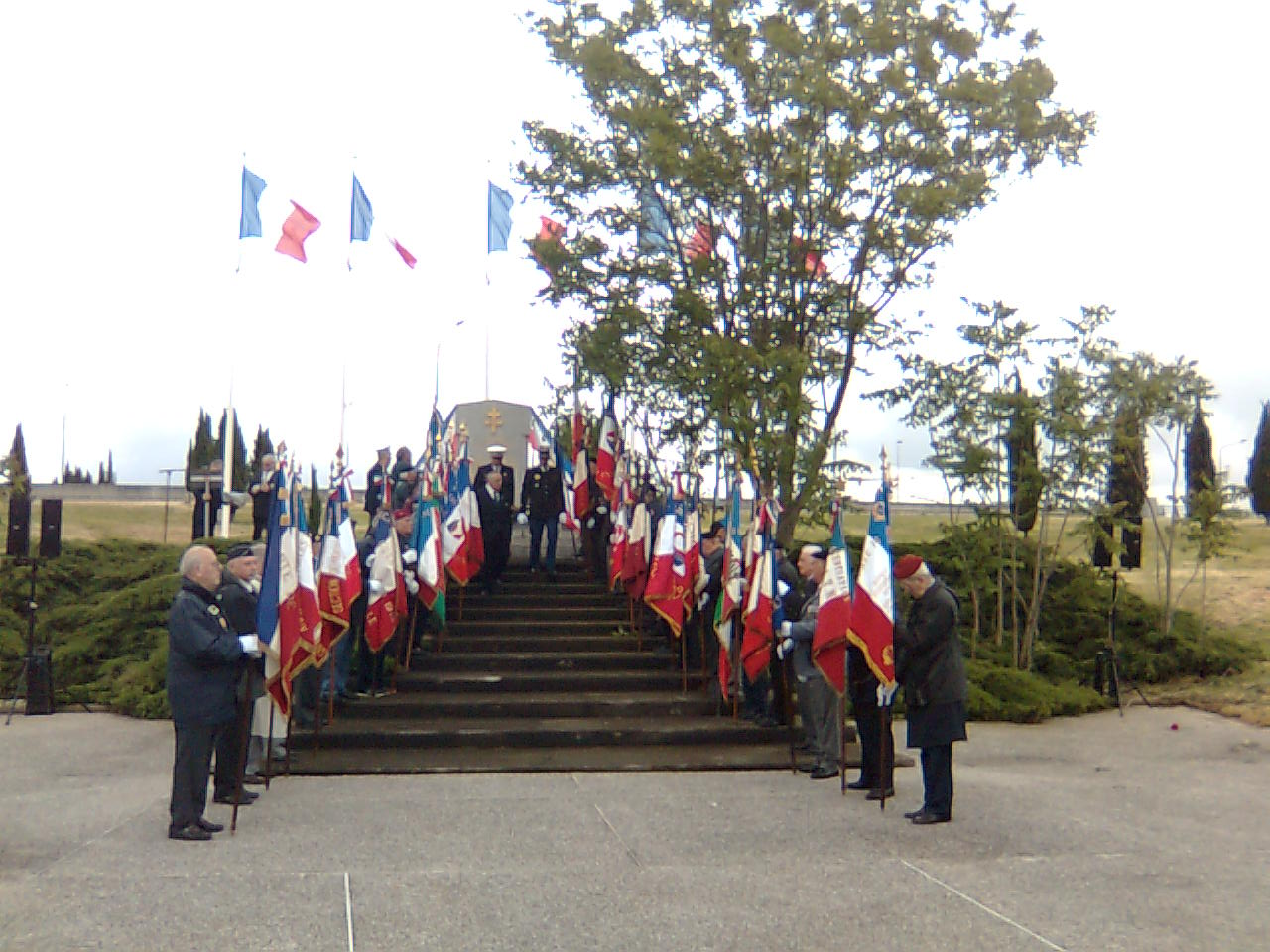
Cérémonie à la stèle des martyrs de Bordelongue, 2008.

- Église Notre-Dame, construite en 1853 dans le style néo-classique. En 1952, le curé n'appréciant pas ce style fait faire des modifications, supprimant l'abside et la remplaçant par un chevet plat. En 1953 Mgr Saliège vient célébrer le centenaire de l'église et sa modernisation. Le cimetière attenant à l'église a un carré où reposent 8 aviateurs (6 britanniques et 2 australiens), dont le Lancaster fut abattu par la flak allemande lors du bombardement des usines aéronautiques de Montaudran, Saint-Martin du Touch et Blagnac, le 6 avril 1944. Son portail en arc de triomphe constitue un monument aux morts des deux guerres mondiales.
- Église de la Trinité : Mgr Saliège posa la première pierre en 1950, pour desservir les quartiers de Papus, La Faourette et Sainte-Cécile, alors englobés dans la paroisse de Lafourguette. Construite avec très peu de moyens (à 90 % par des bénévoles), sur les plans de l'architecte Fort, elle fut décorée par le céramiste Pagès et le peintre Vernette.
- Châteaux :
  - Château de Clerfont. Petite métairie donnée en 1419 à l'infirmier du monastère de la Daurade, elle servit de lieu de repos et d'infirmerie aux moines bénédictins de l'abbaye de la Daurade. Au XVIIIe siècle, on reconstruit totalement la très vénérable église de la Daurade et, par la même occasion, on rase la métairie pour élever à sa place un petit château. Vendu à la Révolution comme bien national, il fut acquis par le citoyen Barrau, qui lui donna le nom de Clerfont. Après diverses vicissitudes, le petit château existe toujours, près de la station de métro de Bellefontaine.
  - Château de Tabar, du nom d'une famille Tabard ou Tabar du quartier Saint-Cyprien, propriétaire des lieux au XVIe siècle. Le château, racheté par la communauté musulmane avec l'aide d'une très large souscription internationale, abrite aujourd'hui une mosquée.
  - Château de Candie, ou de Saint-Simon-le-Vieux : seul château-fort subsistant sur le territoire de la commune de Toulouse, son origine remonte au XIe siècle. Sur l'emplacement du domaine se trouvait l'ancien village de Saint-Simon, dont les vestiges ne sont plus visibles. Il appartenait au seigneur de Saint-Simon, Jean François Marie de Candie. Le domaine de Candie appartient à la municipalité de Toulouse et produit des céréales et des vins. Les toulousaines maraichères sont encore présentes dans le quartier notamment rue Lalanne datant du XIXe siècle.
- Stèle des Martyrs de Bordelongue : en 1944, on découvre à Bordelongue (à proximité de l'actuelle rocade qui traverse le quartier) un charnier contenant 28 corps de résistants, exécutés sommairement par les Allemands. Un monument a été élevé à leurs mémoires.

## Sources et références
Sources
- « Découvrez un quartier : Lafourguette », Association La Gargouille.
- Pierre Salies, Dictionnaire des rues de Toulouse, éditions Milan, 1989.
- Christian Maillebiau, Les Châteaux de Toulouse, Loubatières, 2000.
- Eugène Lougarre, Lafourguette, mon village en Ardenne Basse, 1997.
- Eugène Lougarre, Lafourguette, Hier et Aujourd’hui, 2003.

Références
1. ↑  A. Du Mege, Histoire des institutions de la ville de Toulouse, 1846, tome 4.
2. 1 2  Toulousains de Toulouse et amis du vieux Toulouse, L'Auta : que bufo un cop cado més : organe de la société les Toulousains de Toulouse et amis du vieux Toulouse / gérant P. Mesplé, Toulouse, [s.n.], mars 2002 (lire en ligne), p. 75.
3. ↑  Journal d'agriculture pratique, de jardinage et d'économie domestique, Paris, Librairie de la Maison rustique du XIXe siècle, janvier 1920 (lire en ligne), p. 164.